# Јулије Цезар (драма)
Јулије Цезар (енгл. Julius Caesar) је трагедија Вилијама Шекспира која је написана око 1599. године. Спада у групу драмских комада написаних према стварним догађајима из историје Римског царства. Друге две драме с овом тематиком су Кориолан и Антоније и Клеопатра.
Иако је комад добио име према римском императору, он је споредни лик који се појављује у свега три сцене. Марко Брут је централни лик заплета, јер се се читав комад врти око његових унутрашњих трвења по питању части, љубави према домовини и пријатељства.
Основни извор коришћен при изради комада је превод Плутархових Живота који је сачинио Томас Норт (Thomas North). Шекспир је изменио неке историјске чињенице како би се комад лакше могао извести на сцени и ради јачег драмског ефекта.
Комад садржи анахроне елементе из елизабетанске ере. Рецимо, за Цезара се каже да носи елизабетанску тунику (doublet) уместо римске тоге. У једном трену чује се сат и Брут то примећује и помиње.

## Тумачења
Критичари Шекспировог комада Јулије Цезар различито посматрају ликове Цезара и Брута. Многи су расправљали о томе да ли је Цезар или пак Брут протагониста комада, због смрти лика који је драми дао име у првој сцени трећег чина. У ову дебату умешале су се и филозофски и психолошки идеолошки погледи на републиканизам и монархизам. Један аутор, Роберт С. Рејнолдс, посветио је пажњу епитетима Брута и Цезара у есеју „Иронични епитети у ’Јулију Цезару’”.
Мајрон Тејлор (Myron Taylor), у есеју „Шекспиров ’Јулије Цезар’ и иронија Историје”, пореди логике и фолозофије Цезара и Брута. Цезара сматра интуитивним филозофом који не греши када прати сопствени инстинкт, рецимо када каже да види Касија као претњу себи пре атентата. Брут је портретисан као човек сличан Цезару, али кога његове страсти воде погрешном закључивању.
Џозеф В. Хуперт (Joseph W. Houppert) примећује да су неки критичари покушали да прогласе Цезара протагонистом, али сматра да је Брут покретачка снага драме и стога њен трагични херој. Брут покушава да стави републику изнад личног односа са Цезаром и убија га. Брут чини политичку грешку која ће срушити републику коју су његови преци створили. Он делује вођен страстима, не скупља довољно доказа како би донео разумне одлуке и предмет је манипулације Касија и других завереника.
Традиционална читања комада гласе да су Касије и други завереници вођени завишћу и амбицијом, док је Брут мотивисан захтевима части и патриотизма. То је свакако став који изражава и Антоније у завршној сцени. Али једна од најважнијих предности драме јесте да се опире категоризацији својих ликова као обичних хероја или зликоваца. Политички новинар и класициста Гери Вилс (Garry Wills) тврди да се „овај комад издваја зато што у њему нема зликоваца”. Вилсово савремено тумачење тежи препознавању свесне и подсвесне природе људских акција и интеракција. У томе, улога Касија постаје кључна.
Зорица Бечановић Николић у књизи Шекспир иза огледала наводи мишљење Филипа Армстронга, који сматра да се однос оца и сина у Хамлету представља комплекс у фројдовском значењу те речи, и примећује да се тако може објаснити и убиство оца, тј. очинске фигуре, појава његовог духа и ’синовљев’ осећај кривице у драми Јулије Цезар.